# 國家儀器科技研究中心
國家實驗研究院國家儀器科技研究中心（英語：National Center for Instrumentation Research），簡稱為國家儀器中心、國儀中心或儀科中心)，是中華民國的研究機構，成立於1974年，是台灣唯一能提供學術界理工醫農跨領域客製前瞻儀器設備的研發機構。隸屬於國家實驗研究院。

## 概述
國家儀器中心是台灣真空與光學技術的先驅。配合國家主軸政策推動全國科技發展，深耕「前瞻光學」、「先進真空」與「智慧生醫」等前瞻儀器技術開發，是台灣唯一能提供學術界理工醫農跨領域客製前瞻儀器設備的研發機構。。

## 歷史
國家儀器中心歷史可以追溯至1968年，國科會在清華大學設立「科學資料及儀器中心」，由鄭振華擔任主任。至1974年正式成立「精密儀器發展中心」，為國家儀器中心的前身。1986年，由清華大學遷移至新竹科學園區。
2005年，組織法人化並改隸國家實驗研究院，由陳建人擔任主任，同時更名為「儀器科技研究中心」。
2019年正式更名為國家實驗研究院「台灣儀器科技研究中心」。
2024年11月20日，位於新竹科學園區研發六路的研發大樓竣工，為目前儀科中心的總部。
2025年3月25日，配合國家實驗研究院改組，更名為國家實驗研究院「國家儀器科技研究中心」。

## 據點
- 新竹科學園區本部，地址為新竹市東區科學園區研發六路20號。
- 竹北辦公室，地址為新竹縣竹北市生醫園區生醫路二段8號2樓。